# Украинская советская энциклопедия
Украинская советская энциклопедия (укр. Українська радянська енциклопедія, УРЕ) — многотомная универсальная энциклопедия, издававшаяся в УССР. Первая советская республиканская энциклопедия.

## История
После появления первого тома «Украинской общей энциклопедии» (укр. Українська загальна енциклопедія) во Львове (1930) с инициативой большой «Украинской советской энциклопедии» (УСЭ) выступил Николай Скрипник. Под его председательством в Харькове была создана редакционная коллегия УСЭ, секретарём которой стал С. Бадан.  Привлечены к сотрудничеству свыше 100 специалистов. Из запланированных 20 томов подготовлено — три. Печать первого была предусмотрена на начало 1933 года, но Главлит запретил его как националистический. В том же году Скрипник покончил жизнь самоубийством, и его преемником стал Владимир Затонский. Заготовленные материалы были уничтожены, и в ноябре 1934 года редакция УСЭ (Бюллетень УСЭ) была распущена.
В начале 1948 года вновь встал вопрос о создании редакции УСЭ, и работы над ней были возобновлены после XX съезда КПСС (1956 год). 18 декабря 1957 года работа над энциклопедией поручена АН УССР. Специально для этого было создано одноимённое издательство «Украинская советская энциклопедия», которое впоследствии выпустило ещё целый ряд энциклопедических словарей и сборников, посвящённых Украине. УСЭ была опубликована в Киеве в 1959—1965 годах (17 томов в две колонки; в 1967 и 1969 годах изданы русский и английский переводы тома «УССР»). В 1968 дополнительно отпечатан «Алфавитный предметно-именной указатель». В 1974—1985 годах вышло второе издание (12 томов в три колонки; также опубликован его полный русский перевод).
Главным редактором обоих изданий был писатель Микола Бажан.

## Особенности первого издания
Первое издание Украинской советской энциклопедии содержало 45 000 статей и более 120 цветных карт. Общий тираж составил 80 000 комплектов (тома 1-5 — 100 000 экземпляров). В работе над статьями принимали участие более 5000 авторов.
Литература отнесена к украинской по языковому признаку, прочие сферы деятельности — по территориальному (например, включены художники и учёные разного происхождения, работавшие на территории Украины). В подаче фактов и в подробностях изложенного материала заметно влияние коммунистической идеологии. Все названия цитируемых книг даны по-украински, вследствие чего невозможно понять, на каком языке они написаны.
Содержание украиноведческих статей выдержано соответственно заявлению «Предисловия», что УСЭ «должна показать братское единство украинского народа с великим русским и всеми другими народами Советской Отчизны».
В томе «УССР» достаточно сжато написаны разделы «Население» (3 страницы, с картой), «Язык» (6 страниц), «Религия и церковь» (3 страницы), зато Коммунистической партии Украины посвящено 25 страниц. Мало места уделено истории до Октябрьской революции 1917 г. (50 страниц, советской эпохе — 54), что вообще характерно для исторических трудов советского времени.

## Особенности второго издания
С 1974 года начало выходить второе издание энциклопедии, выпуск которого завершился в 1985 году. В составе редакции находилось более 40 человек. Издание состояло из 12 томов и содержало 50 000 статей (большее их количество по сравнению с первым изданием при уменьшении числа томов объясняется увеличением числа колонок с 2 до 3). Новым для этого издания стал русский перевод, который начал выходить с 1978 года. Общий тираж второго издания больше, чем первого, — 100 000 комплектов, но тираж собственно украинского издания меньше (50 000, остальные 50 000 приходятся на русский перевод). Том УССР вышел отдельной книгой на украинском в 1986 году на русском в 1987 году. В «Предисловии» указано, что это издание показывает «характерные черты… советского народа — новой исторической общности людей».